# Grande Prêmio do Marrocos de 1958
Resultados do Grande Prêmio do Marrocos de Fórmula 1 realizado em Casablanca à 19 de outubro de 1958. Décima primeira e última etapa da temporada, foi vencida pelo britânico Stirling Moss enquanto seu compatriota, Mike Hawthorn, sagrou-se campeão mundial na sua despedida da categoria. Seis dias mais tarde faleceu Stuart Lewis-Evans, vítima de um grave acidente durante o evento

## Classificação da prova
| Pos. | Nº | Piloto              | Construtor    | Voltas | Tempo/Diferença | Grid | Pontos |
| ---- | -- | ------------------- | ------------- | ------ | --------------- | ---- | ------ |
| 1    | 8  | Stirling Moss       | Vanwall       | 53     | 2:09:15.1       | 2    | 9      |
| 2    | 6  | Mike Hawthorn       | Ferrari       | 53     | + 1:24.7        | 1    | 6      |
| 3    | 4  | Phil Hill           | Ferrari       | 53     | + 1:25.5        | 5    | 4      |
| 4    | 18 | Jo Bonnier          | BRM           | 53     | + 1:46.7        | 8    | 3      |
| 5    | 16 | Harry Schell        | BRM           | 53     | + 2:33.7        | 10   | 2      |
| 6    | 22 | Masten Gregory      | Maserati      | 52     | + 1 volta       | 13   |        |
| 7    | 28 | Roy Salvadori       | Cooper-Climax | 51     | + 2 voltas      | 14   |        |
| 8    | 30 | Jack Fairman        | Cooper-Climax | 50     | + 3 voltas      | 11   |        |
| 9    | 38 | Hans Herrmann       | Maserati      | 50     | + 3 voltas      | 18   |        |
| 10   | 34 | Cliff Allison       | Lotus-Climax  | 49     | + 4 voltas      | 16   |        |
| 11   | 50 | Jack Brabham        | Cooper-Climax | 49     | + 4 voltas      | 19   |        |
| 12   | 26 | Gerino Gerini       | Maserati      | 48     | + 5 voltas      | 17   |        |
| 13   | 52 | Bruce McLaren       | Cooper-Climax | 48     | + 5 voltas      | 21   |        |
| 14   | 58 | Robert La Caze      | Cooper-Climax | 48     | + 5 voltas      | 23   |        |
| 15   | 48 | André Guelfi        | Cooper-Climax | 48     | + 5 voltas      | 25   |        |
| 16   | 32 | Graham Hill         | Lotus-Climax  | 45     | + 7 voltas      | 12   |        |
| FAT  | 12 | Stuart Lewis-Evans  | Vanwall       | 41     | Acidente fatal  | 3    |        |
| Ret  | 54 | François Picard     | Cooper-Climax | 31     | Acidente        | 24   |        |
| Ret  | 56 | Tom Bridger         | Cooper-Climax | 30     | Acidente        | 22   |        |
| Ret  | 10 | Tony Brooks         | Vanwall       | 29     | Motor           | 7    |        |
| Ret  | 2  | Olivier Gendebien   | Ferrari       | 29     | Acidente        | 6    |        |
| Ret  | 14 | Jean Behra          | BRM           | 26     | Motor           | 4    |        |
| Ret  | 24 | Wolfgang Seidel     | Maserati      | 15     | Acidente        | 20   |        |
| Ret  | 20 | Ron Flockhart       | BRM           | 15     | Eixo de comando | 15   |        |
| Ret  | 36 | Maurice Trintignant | Cooper-Climax | 9      | Motor           | 9    |        |

## Tabela do campeonato após a corrida
|  | Pos. | Piloto        | Pontos  |
|  | ---- | ------------- | ------- |
|  | 1    | Mike Hawthorn | 42 (49) |
|  | 2    | Stirling Moss | 41      |
|  | 3    | Tony Brooks   | 24      |
|  | 4    | Roy Salvadori | 15      |
|  | 5    | Peter Collins | 14      |

|  | Pos. | Construtor    | Pontos  |
|  | ---- | ------------- | ------- |
|  | 1    | Vanwall       | 48 (57) |
|  | 2    | Ferrari       | 40 (57) |
|  | 3    | Cooper-Climax | 31      |
|  | 4    | BRM           | 18      |
|  | 5    | Maserati      | 6       |

- Nota: Somente as primeiras cinco posições estão listadas. Apenas os seis melhores resultados, dentre pilotos ou equipes, eram computados visando o título. Neste ponto esclarecemos: na tabela dos construtores figurava somente o melhor resultado dentre os carros de um mesmo time sendo que os campeões da temporada surgem grafados em negrito.